# Manali (Tamil Nadu)
Manali (del tamil: மணலி) es una localidad de la India en el distrito de Chennai, estado de Tamil Nadu.

## Geografía
Se encuentra a una altitud de 6 m s. n. m. a 14 km de la capital estatal, Chennai, en la zona horaria UTC +5:30.

## Demografía
Según estimación 2010 contaba con una población de 39 507 habitantes.